# Телчишор
Телчишор (рум. Telcișor) — село у повіті Бистриця-Несеуд в Румунії. Входить до складу комуни Телчу.
Село розташоване на відстані 358 км на північ від Бухареста, 35 км на північ від Бистриці, 97 км на північний схід від Клуж-Напоки.

## Населення
За даними перепису населення 2002 року у селі проживала 1151 особа, з них 1150 осіб (99,9%) румунів. Усі жителі села рідною мовою назвали румунську.